# Адер, Маргус
Маргус Адер (эст. Margus Ader; 15 февраля 1977, Выру, Эстонская ССР) — эстонский биатлонист, призёр чемпионата мира по летнему биатлону. После завершения карьеры стал футболистом.

## Биография

### Карьера биатлониста
Биатлоном начал заниматься с детства. За сборную Эстонии дебютировал в 1997 году. За неё Адер с перерывами выступал в течение 8 лет. Особых достижений на этапах Кубка мира он показать не сумел. Наивысшее результат был показан на этапе в словенской Поклюке в сезоне 2004/2005, где Адер занял 36-е место в спринте.
Наибольшего успеха он сумел добиться в 1999 году. На чемпионате мира по летнему биатлону в Минске эстонец завоевал «серебро» в эстафете. Помимо этого спортсмен участвовал на 4 Чемпионатах мира по биатлону.
В 2006 году из-за низких результатов Адер принял решения завершить свою карьеру.

### Карьера футболиста
Завершив выступления в биатлоне, Адер не ушёл из спорта. Спортсмену удалось перейти в футбол. С 2009 года он выступает за ряд клубов эстонских низших лиг.

### Прочее
Кроме спорта Маргус Адер занимается журналистикой. Он является биатлонным экспертом эстонского телеканала ERR.

### Интересные факты
В марте 2011 года в Ханты-Мансийске Маргус Адер стал чемпионом мира среди журналистов. После победной гонки он в шутку заметил, что его «золото» — это самая высокая награда у Эстонии в биатлоне.